# John Cioffi
John Mathew Cioffi, född 7 november 1956 i Illinois, är en amerikansk professor i elektroteknik. Cioffi är bland annat upphovsperson till DSL-tekniken, digital subscriber line.

## Biografi
Cioffi inledde sin karriär som modemdesigner i slutet av 1970-talet på Bell Labarotories. Samtidigt utbildade han sig till elektroingenjör vid Stanford University. Efter att ha doktorerat började Cioffi undervisa på Stanford och blev senare även professor. Han utvecklade då sina idéer för snabb dataöverföring via telefonnätet, DSL (digital subscriber line), tillsammans med sina studenter. Cioffi beräknade hur hundratals datakanaler kunde få plats i samma kopparkablar som transporterade vanliga telefonsamtal in i hemmen, utan att de störde varandra. Detta gick att uppnås genom att skicka datasignalerna på högre frekvenser. Tekniken kallade Cioffi för Discrete Multitone, DMT. År 1991 tog han, och flera av hans studenter, tjänstledigt för att kommersialisera tekniken. Resultatet blev Prelude, världens första bredbandsmodem för DSL-teknik.
År 1993 avgjordes en tävling för att utse den tidens snabbaste modem, tävlingen har kommit att kallas Bellcore Olympics. Med i tävlingen fanns stora aktörer som Bellcore, GTE och British Telecom men som vinnare stod Prelude-modemet som byggde på den nya DSL-tekniken. På grund av kostnaden för mikroprocessorer dröjde det några år innan tekniken blev allmänt användbar, men runt år 2000 blev ADSL den teknik som användes när bredbandsanvändningen ökade bland befolkningen. Till skillnad från de tidigare uppringda modemen gick det då exempelvis att prata i telefon samtidigt som internet användes i hemmet.
Cioffi valdes in i Internet Hall of Fame 2014.